# Заєлшє
Заєлшє (словен. Zajelšje) — поселення в общині Ілірська Бистриця, Регіон Нотрансько-крашка, Словенія. Висота над рівнем моря: 541,2 м.